# Jitotol
La città di Jitotol è a capo dell'omonimo comune, nello stato del Chiapas, Messico. Conta 3 701 abitanti secondo le stime del censimento del 2005 e le sue coordinate sono 17°04'N 92°51'W.

## Storia
Durante l'epoca preispanica, l'attuale territorio del comune di Jitotol appartenne alla nazione zoque. Il suo nome originario era Xitoltepeque. Durante la prima parte della colonia la popolazione indigena decrebbe notevolmente. Fu durante la metà del XVII secolo, in seguito alla politica riduttiva della corona spagnola, venne fondata l'attuale Jitotol  con il nome di San Juan Bautista Jitotol.

Dal 1983, in seguito alla divisione del Sistema de Planeación, è ubicata nella regione economica V: NORTE.

## Toponimia
Originariamente il suo nome era Xitoltepeque che in lingua náhuatl significa "posto della bella lingua".